# Thomas Jamieson
Thomas Francis Jamieson, född 26 april 1829 i Aberdeen, död 1913, var en skotsk geolog.
Jamieson, som var lärare vid University of Aberdeen, var den förste, som (i ett arbete om Skottlands glacialgeologi 1865) framkastade tanken på ett kausalsammanhang mellan nedisning och nivåförändringar. Han gjorde gällande, att ismassan tryckte ned jordskorpan och att isens avsmältning förorsakade landets höjning; 1882 utvecklade han ytterligare denna teori samt utförde beräkningar över ismassans vikt, dess tryck på jordskorpan samt dennas elasticitet, vilka alla i hög grad stödjer hans teori.
Åren 1888–1890 tillämpade Gerhard De Geer densamma på Skandinaviens glaciala och postglaciala nivåförändringar, ett uppslag, som visade sig vara synnerligen fruktbärande. Oberoende av Jamiesons arbeten hade man i Nordamerika antagit ett liknande samband mellan nedisning och nivåförändringar. Jamieson blev ledamot av Geological Society of London 1862 och tilldelades Murchisonmedaljen 1898.